# Lucien Outers
Lucien Armand Joseph Outers (Barchon, 9 april 1924 – Brussel, 2 april 1993) was een Belgisch politicus voor het FDF.

## Levensloop
Tijdens de Tweede Wereldoorlog weigerde hij om door de Duitse bezetter verplicht tewerkgesteld te worden, dook hij onder met een valse identiteit en maakte hij deel uit van het Verzet.
Outers promoveerde na de oorlog tot doctor in de rechten aan de Universiteit Luik. In 1948 werd hij administratiesecretaris en later administratiedirecteur van de juridische dienst van het ministerie van Communicatie.
In 1962 werd hij secretaris-generaal van de Rénovation wallonne. In 1964 was hij medestichter van het FDF, waarvan hij van 1983 tot 1984 de partijvoorzitter was.
Van 1968 tot 1985 zetelde hij namens de partij voor het arrondissement Brussel (1968-1977, 1978-1985) en het arrondissement Luik (1977-1978) in de Kamer van volksvertegenwoordigers. Van 1971 tot 1980 zetelde hij hierdoor ook in de Cultuurraad voor de Franse Cultuurgemeenschap, waarvan hij van 1975 tot 1976 de voorzitter was, en van 1980 tot 1985 in de Raad van de Franse Gemeenschap. Ook zetelde hij van 1972 tot 1976 in het Europees Parlement. Bovendien was Outers van 1977 tot 1985 gemeenteraadslid en burgemeester van Oudergem en van 1972 tot 1976 schepen van Transport van de Brusselse Agglomeratie.
Bovendien volgde hij een ministeriële loopbaan: van 1977 tot 1979 was hij minister van Ontwikkelingssamenwerking en van 1979 tot 1980 minister van Buitenlandse Handel en Wetenschapsbeleid.
In 1985 werd hij algemeen afgevaardigde van de Belgische Franse Gemeenschap in Parijs, een mandaat dat hij tot in 1988 uitoefende. In 1988 nam hij wegens gezondheidsredenen ontslag uit deze functie.

## Bron
- VAN MOLLE, P., Het Belgisch Parlement 1894-1972, Antwerpen, 1972.

- Bibsys: 90858456
- Bibliothèque nationale de France: cb11918308k (data)
- Gemeinsame Normdatei: 1227674686
- International Standard Name Identifier: 0000 0003 6597 9849
- Nederlandse Thesaurus van Auteursnamen: 069046999
- Système universitaire de documentation: 027054683
- Trove: 1495753
- Virtual International Authority File: 231596174
- WorldCat: E39PBJk96qvKrcPFw4GCQjhJXd